# یلوه
یَلوه به گروهی از پرندگان با نام انگلیسی "Rail" گفته می‌شود که تیرهٔ یَلوگان (Rallidae) و یک خانواده بزرگ از پرندگان کوچک‌جثه تا میان‌جثه است. گونه‌های این خانواده در همه قاره‌ها به‌جز جنوبگان یافت می‌شوند.
پرنده در عکس چنگر نوک سرخ است

## نام‌های دیگر
نام‌های دیگر این خانواده یلوه، مرغ‌یلوه‌ایان و چنگران است.